# Chauliodus minimus
 Chauliodus minimus es una especie de pez de la familia Stomiidae en el orden de los Stomiiformes.

## Morfología
• Los machos pueden llegar alcanzar los 14,5 cm de longitud total.

## Hábitat
Es un pez de mar y de aguas profundas que vive hasta 210 m de profundidad.

## Distribución geográfica
Se encuentra en el  Atlántico oriental (desde el Congo hasta Angola) y el Atlántico occidental (desde el Brasil hasta la Argentina ).